# 先师和尚舍利塔
先师和尚舍利塔，位于山西省长治市屯留区上莲开发区三嵕山（老爷山）巅金禅寺内。
2013年3月5日，先师和尚舍利塔公布为第七批全国重点文物保护单位。